# Havannas universitet

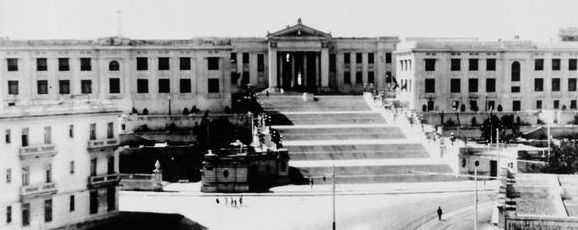
Havannas universitet (1930).

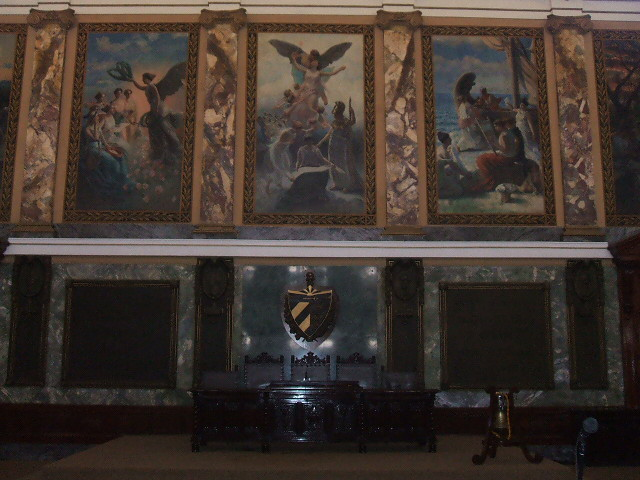
Aula magna.

Havannas universitet (spanska: Universidad de La Habana) är ett statligt universitet beläget i Havanna, Kuba, grundat 1728 av romersk-katolska kyrkan, som det äldsta universitetet på Kuba och ett av de äldsta i Amerika. I dag är universitetet, som sedermera förstatligades, fördelat i 15 fakulteter med campus i Havanna, utöver center för distansutbildning runtom på Kuba.